# Dwór w Odrzechowej
Dwór w Odrzechowej – dwór wybudowany w latach 1803–1805, wraz z parkiem, znajdujący się w miejscowości Odrzechowa w powiecie sanockim.

## Opis
Pierwszy dwór wraz browarem, gorzelnią, cegielnią i gumnami uległ zniszczeniu w pożarze, który wybuchł w 1790 w gorzelni. Nowy dwór dla Urbańskich wybudowano w latach 1803–1805. Oprócz dworu wzniesiony został cały kompleks dworski, w skład którego wchodziły oficyny dla służby, stajnie, stodoły oraz obszerny park dworski, przez który symetrycznie przechodziła aleja dojazdowa. Do majątku dworskiego należał również młyn wodny na Czernisławce, tartak oraz dwie karczmy. W przeciągu XIX w. dwór został znacznie rozbudowany. W pierwszej połowie lat siedemdziesiątych XIX w. majątek w Odrzechowej był własnością Władysława Morawskiego, a następnie jego syna Józefa Morawskiego (1893–1969). W 1944 w wyniku reformy rolnej majątek rozparcelowano i utworzono PGR. Z budynków założenia dworskiego zachował się tylko dwór.
Dwór to budynek drewniany, parterowy, założony na planie litery L, dwutraktowy, z symetrycznie wyeksponowanym w części centralnej gankiem wspartym na dwóch drewnianych słupach, zastąpionych w ostatnim czasie kolumnowym portykiem. Pokryty dachem cztero- i trójpołaciowym, krytym dawniej gontem, obecnie blachą.
W południowej części miejscowości zwanej Hrendówka w późnych latach dwudziestych XX w. istniał drugi folwark Heleny Russockiej o powierzchni 749 ha. Po nim pozostał tylko murowany spichlerz dworski znajdujący się obecnie na terenie Zakładu Doświadczalnego Instytutu Zootechniki PIB Odrzechowa.
Dwór (bez spichlerza) został wpisany do gminnej ewidencji zabytków gminy Zarszyn.

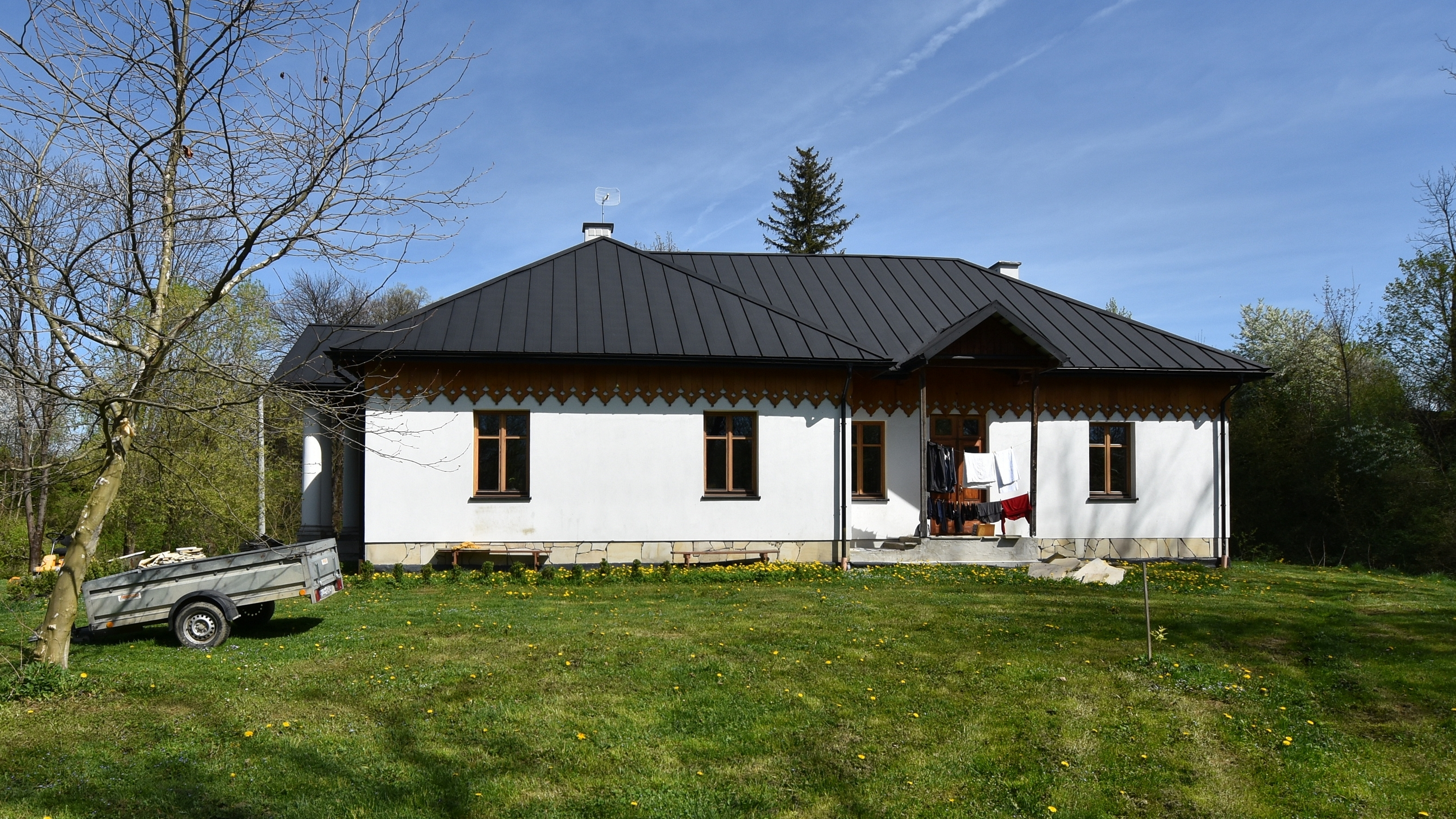
Elewacja boczna
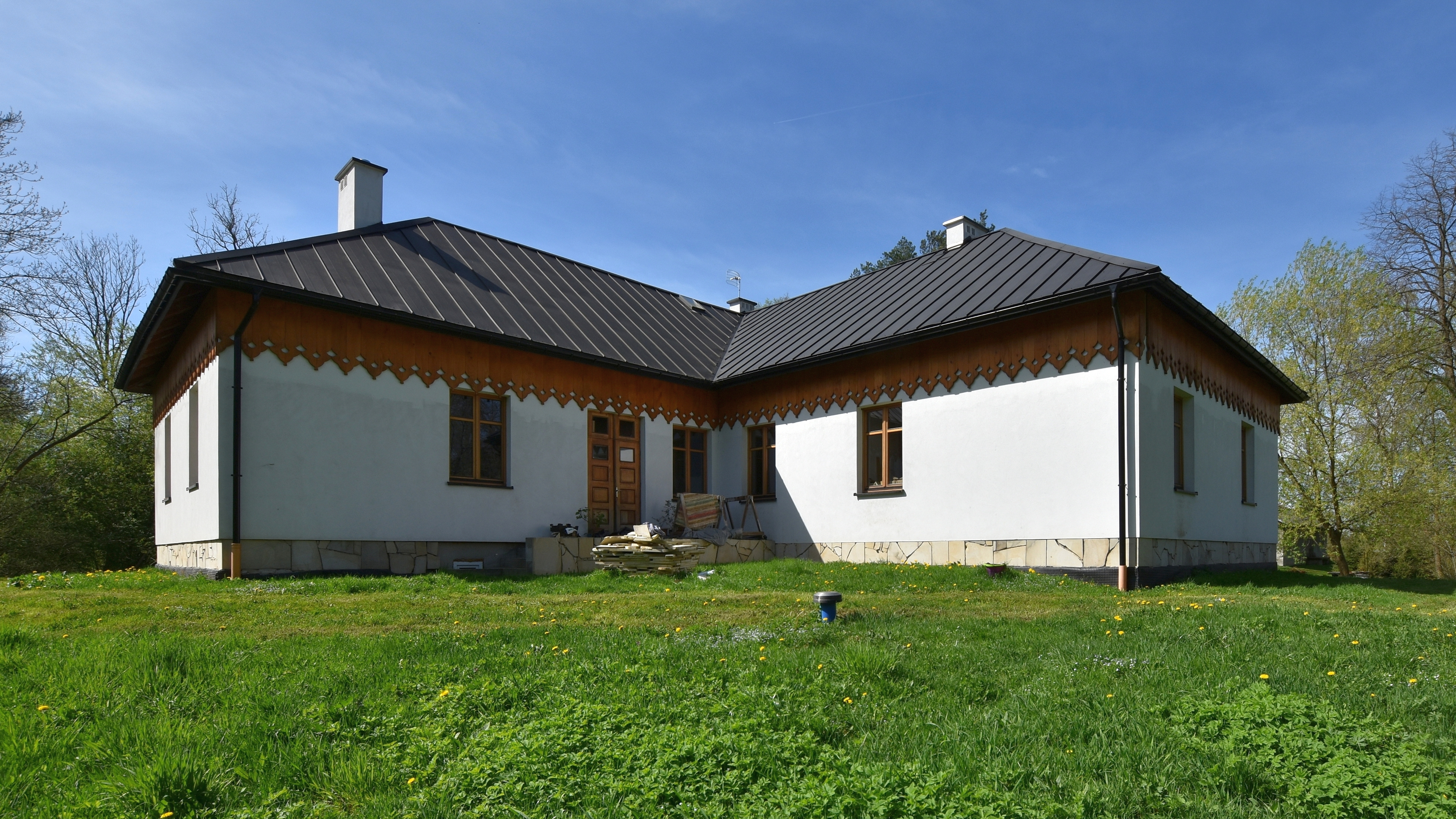
Elewacja ogrodowa
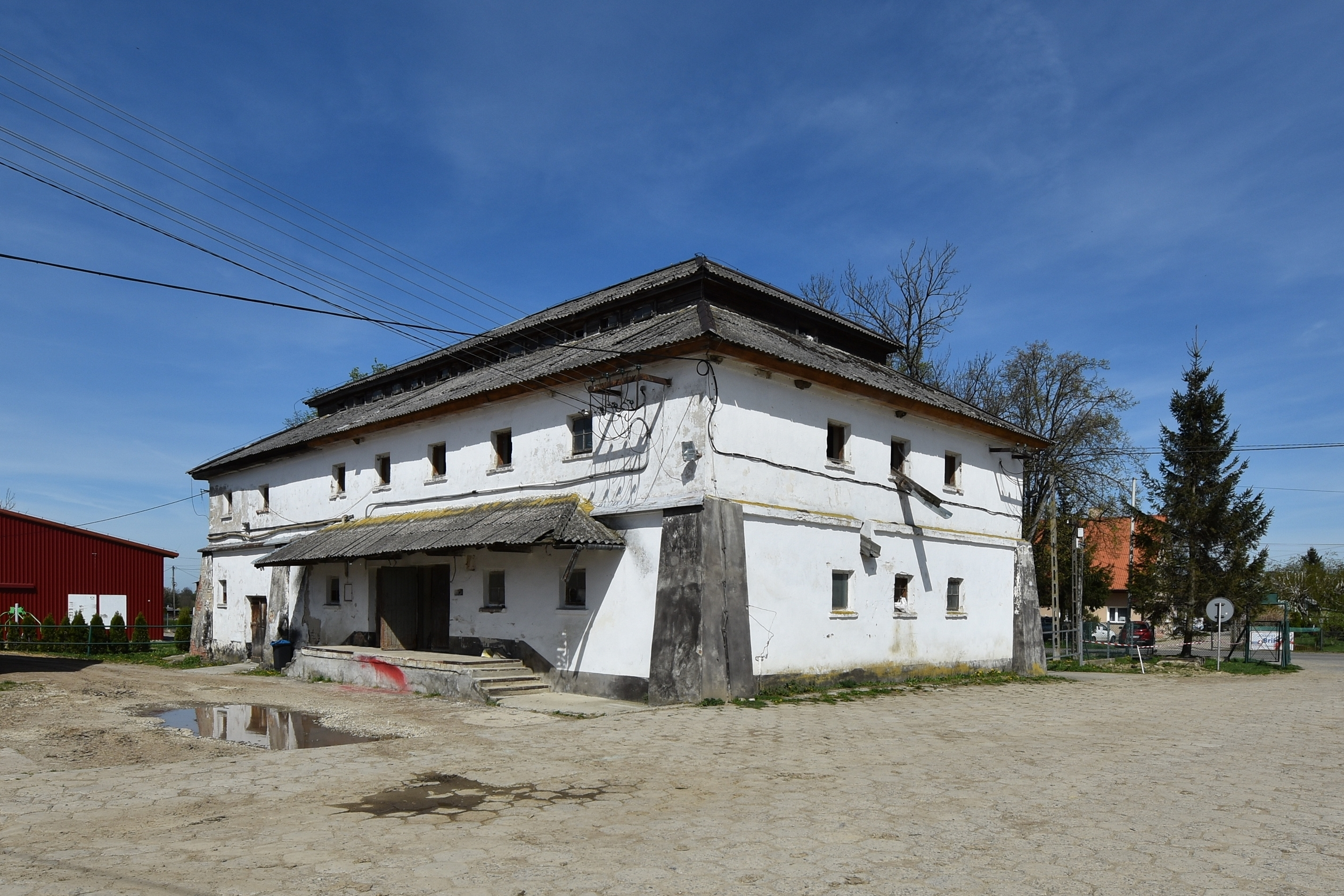
Spichlerz (Hrendówka)